# Murphys (Kalifornien)
Murphys, ursprünglich Murphys New Diggings, dann Murphy’s Camp, ist ein census-designated place (CDP) in den westlichen Ausläufern der Sierra Nevada im Calaveras County im US-Bundesstaat Kalifornien mit 1995 Einwohnern (Stand: 2020).

## Geschichte
Das Gebiet um Murphys war ursprünglich von den Miwok besiedelt. John und Daniel Murphy waren Teil der Stephens-Townsend-Murphy Party, der ersten Einwanderergruppe, die 1844 Planwagen über die Sierra Nevada nach Sutter’s Fort brachte. Sie verdienten ihren Lebensunterhalt als Kaufleute, begannen aber wie viele andere mit der Goldsuche, als 1848 der Kalifornische Goldrausch ausbrach. Sie ließen sich zunächst in Vallecito nieder, das damals als Murphys Old Diggings bekannt war, bevor sie 1848 an einen anderen Ort umzogen, der Murphys New Diggings, Murphy’s Camp, Murphy und schließlich 1935 Murphys genannt wurde.
Der Abbau der goldhaltigen Seifenlagerstätten war sehr erfolgreich, richtete jedoch verheerende Schäden an der Landschaft an. In Murphys und Umgebung wurde Gold im Wert von rund 20 Millionen Dollar entdeckt. Die Murphy-Brüder selbst verdienten jedoch als Kaufleute weit mehr Geld als durch das Goldschürfen. Tatsächlich war John so erfolgreich, dass er die Stadt Ende 1849 verließ und nie wieder zurückkehrte, nachdem er ein persönliches Vermögen von fast 2 Millionen Dollar angehäuft hatte.

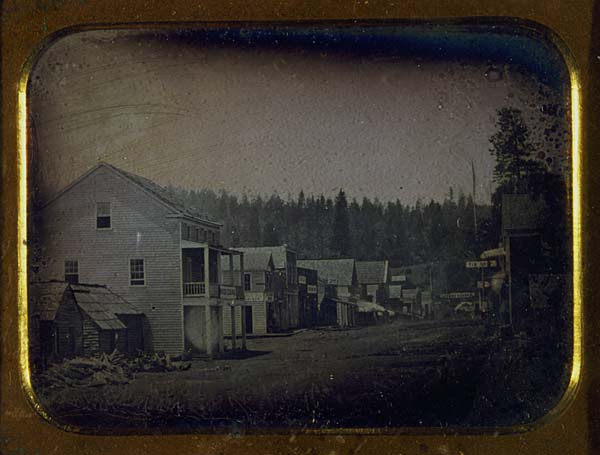
Daguerreotypie von Murphys, Juli 1853

Murphys wurde dreimal durch Feuer zerstört: 1859, 1874 und 1893. Nach dem zweiten großen Brand war nur noch wenig Gold zum Abbau vorhanden, und so wurde die Stadt nie wieder in der vorherigen Größe aufgebaut. Murphys gedieh jedoch weiterhin als Handelszentrum und versorgte viele der Silberminen in Nevada über den Ebbetts Pass mit Vorräten.
Murphys wurde auch ein Reiseziel für Touristen. Zu den Besuchermagneten in der Umgebung zählen die Mammutbäume des Calaveras Big Trees State Park und die Mercer Caverns.
Die ehemalige Goldgräbersiedlung ist heute von Weinbergen umgeben. Der Ort ist als California Historical Landmark #275 registriert.

## Geografie
Murphys liegt auf 2172 ft (662 m) Höhe ungefähr in der Mitte des östlichen Randes des Calaveras County, etwa 135 Straßenkilometer (85 Meilen) südöstlich von Sacramento. Nach Angaben des United States Census Bureau hat Murphys eine Gesamtfläche von 10,323 Quadratmeilen (26,738 km²), davon 99,98 % Landfläche.

## Klima
Diese Region erlebt warme bis sehr heiße, trockene Sommer mit durchschnittlichen monatlichen Temperaturen von über 22,0 °C (71,6 °F) und vielen Tagen mit über 38 °C (100 °F) in den Sommermonaten. Die Winter sind mild, mit gelegentlichem leichtem Schneefall in den ersten Monaten des Jahres. Gemäß der Köppen-Geiger-Klimaklassifizierung hat Murphys ein mediterranes Klima mit warmen Sommern, auf Klimakarten mit „Csb“ abgekürzt.

## Persönlichkeiten
- Albert Abraham Michelson (1852–1931), erster US-Amerikaner, der den Nobelpreis für Physik erhielt (1907), wuchs zeitweise in Murphys auf
- Mercy Dee Walton (1915–1962), US-amerikanischer Bluesmusiker, starb in Murphys